# Podboršt (gmina Sevnica)
Podboršt – wieś w Słowenii, w gminie Sevnica. W 2018 roku liczyła 133 mieszkańców.